# Crandorf
Crandorf ist eine zum Schwarzenberger Ortsteil Erla gehörende Siedlung im sächsischen Erzgebirge.

## Geschichte

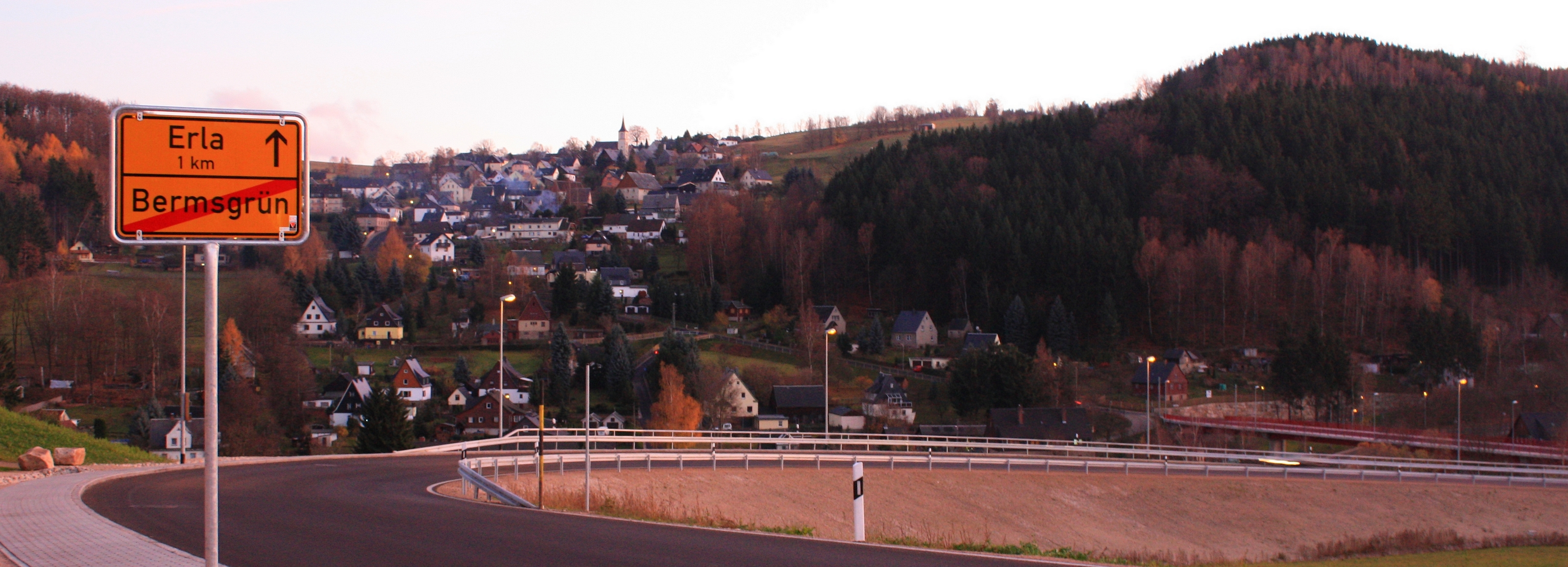
Blick auf Crandorf von der neuen Verbindungsstraße nach Bermsgrün

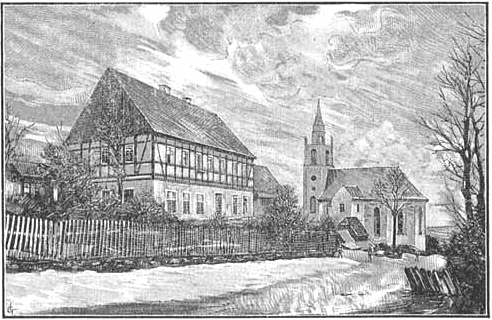
Kirche und Schule in Crandorf um 1900

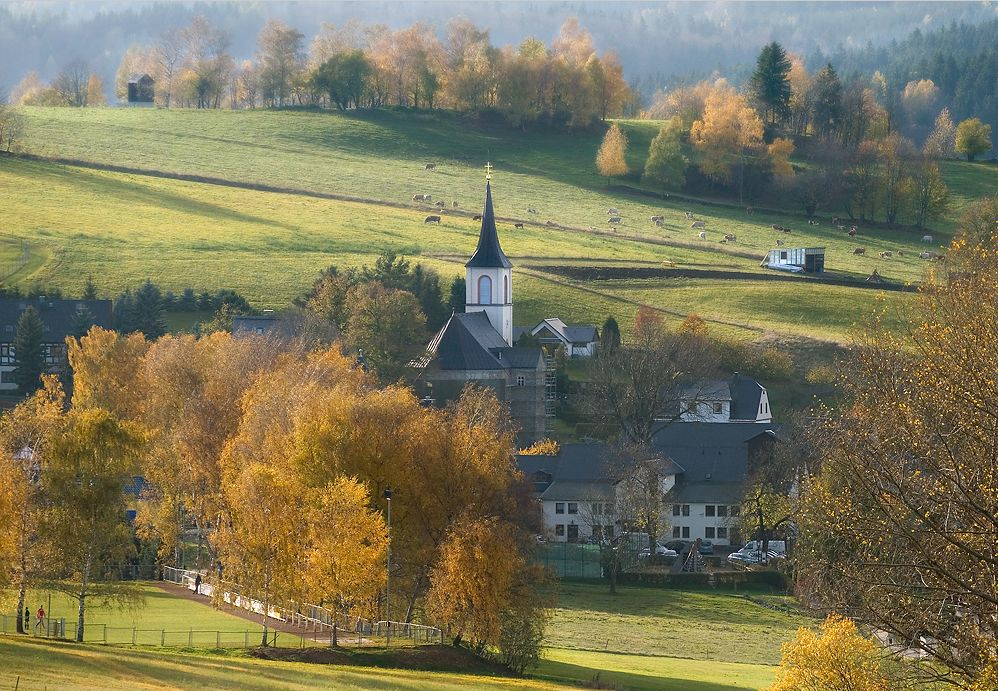
Blick auf die Kirche von Crandorf

Crandorf wurde erstmals 1380 als ein Hof zu Crandorff urkundlich bezeugt. In der Folgezeit muss der Ort eingegangen sein, denn in der Tettauischen Beleihungsurkunde von 1464 wird Crandorf nicht erwähnt. Noch 1517 war Crandorf nicht wieder aufgebaut, denn in einem Brief an den Kurfürsten schreibt Blasius Flemigk, dessen Vater 1517 das Hammerwerk in Erla gekauft hatte: Das Dorf Crondorf [...] ist damals do unser Vater sein Hammerguet gekauft, nicht gebaut gewesen (Hauptstaatsarchiv Dresden, Coll. Schmidt VI. Nr. 43/93). Erst 1533 scheinen sich die ersten Bewohner wieder angesiedelt zu haben, denn Crandorf taucht in den historischen Quellen als ein neu Dorf auf. Schon zwei Jahre zuvor werden im Ort 13 Bauern genannt, die verschieden große Güter bewirtschaften. Für die (Neu-)Gründung Crandorf bedeuten diese Angaben, dass diese zwischen 1517 und 1531 erfolgt sein muss. Im Laufe der Zeit wuchs die Bevölkerungszahl zunächst nur langsam. Im letzten Jahr der Eigenständigkeit lebten in Crandorf 1165 Menschen. Heute beträgt die Einwohnerzahl etwa 880. Die einschiffige, mit einer Holzdecke geschlossene Kirche entstand 1711/12. Ihr Inneres wird in der 1845 erschienenen Sachsens Kirchengalerie als „lichtvoll“ bezeichnet. Im Jahr 1864 wurde der Dachreiter durch einen gemauerten Turm ersetzt.
Crandorf wurde 1925 nach Erla eingemeindet. Seit dem 1. Januar 1999 ist Erla mit Crandorf Ortsteil der Stadt Schwarzenberg.

## Persönlichkeiten
- Bernhard Escher (1843–1934), Unternehmer und Kommerzienrat, geboren in Crandorf
- Georg Höhlig (1879–1960), Maler, lebte von 1940 an in Crandorf und starb hier, schuf zahlreiche Landschaftsbilder
- Karl Matko (1940–2024), Politiker (CDU), lebte und starb in Crandorf

## Entwicklung der Einwohnerzahl
| Jahr    | Einwohnerzahl                                     |
| ------- | ------------------------------------------------- |
| 1550/51 | 16 besessene Mann, 8 Inwohner, 9 Hufen            |
| 1764    | 35 besessene Mann, 31 Gärtner, 3 Häusler, 3 Hufen |
| 1834    | 953                                               |

| Jahr | Einwohnerzahl |
| ---- | ------------- |
| 1871 | 1003          |
| 1890 | 1151          |
| 1910 | 1222          |